# Динамичка компресија аудио сигнала
Динамичка компресија аудио сигнала је врста обраде аудио сигнала која смањује (сабија, компримује) гласне делове сигнала, или појачава тише, и тиме компресује (смањује) динамички опсег аудио сигнала. Компресија се често користи при снимању и обради звука, радијским или телевизијским преносима, озвучавању јавних наступа и у неким појачалима за музичке инструменте.
Електронски уређаји за обраду динамике аудио сигнала и софтвери који примењују компресију динамичког опсега називају се компресори. Почетком 2000-тих, компресори су се појавили у виду софтверских плагинова који раде у дигиталним аудио радним станицама. За снимање и наступе уживо, параметри компресора могу да утичу на начин на који компресор мења звук. Компресија и лимитовање су идентични процеси али са различитим односом компресије. Лимитер је компресор са великим односом компресије, и углавном, брзим временом реакције.

## Врсте компресије
Силазна компресија (Downward compression) смањује гласне делове сигнала изнад задатог прага док делови сигнала испод прага остају непромењени. Лимитер је екстремна врста силазне компресије. Узлазна компресија (Upward compression) појачава звуке испод задатог прага, док гласнији делови сигнала остају непромењени. Обе врсте компресије смањују динамички опсег аудио сигнала.
Експандер повећава динамички опсег аудио сигнала. Експандери се користе да тише делове звука смањимо да буду још тиши. смањујући ниво аудио сигнала који пада испод задатог прага. Елиминатори шума (Noise gate) је гранични случај експандера, који елиминише недовољно јаке и непожељне сигнале између гласнијих деоница. 

## Контроле
Има више подесивих контрола и опција који се користе за подешавање компресије и алгоритама обраде динамичког опсега аудио сигнала.

### Праг (Threshold)
Компресор смањује ниво аудио сигнала који прелази одређени праг. Праг се најчешће подешава у децибелима (dB), где нижи праг (нпр. -60 dB) значи да ће већи део сигнала бити обрађен. Када је ниво сигнала испод прага, на том делу се не дешава никаква обрада и улазни сигнал пролази непромењен до излаза. Када је праг виши, нпр -5 dB, мањи део сигнала је обрађен, односно сигнал се мање компресује. 
Понашање рада компресора при преласку преко прага зависи од интервала реакције (attack time) и интервала отпуштања (release time). 

### Однос (Ratio)
Износ за који се промени ниво када сигнал пређе праг зависи од односа компресије. Однос 4:1 значи да ако је улазни сигнал 4 dB изнад прага, излазни сигнал бие смањен на 1 dB изнад прага. Излазни сигнал је тиме смањен за 3 dB . 
Лимитовање има највећи однос од ∞:1. У пракси се постижу исти резултати са односом 60:1, и постиже се исти ефекат, да када сигнал пређе праг, лимитер му неће дозволити да пређе ниво прага чим прође време реакције. 

### Интервали реакције и отпуштања (Attack and release)
Компресор може имати више контрола које утичу на брзину његовог деловања. Фаза реакције је период у ком компресор смањује ниво до задатог нивоа одређеног односом компресије. Фаза отпуштања је период у ком компресор враћа ниво на претходно стање када ниво падне испод прага.
Трајање сваког периода је одређено коефицијентом промене и захтеване промене у нивоу сигнала. За интуитивније коришћење, време реакције и отпуштања су изражени у јединици времена (најчешће у милисекундама), Ово је време које је потребно компресору да направи промену у нивоу изражену у децибелима, одређује га произвођач, углавном је то вредност од 10 dB. На пример, ако се временска константа компресора односи на 10 dB, и време је подешено на 1 ms, потребна је 1 ms да се ниво смањи за 10 dB, а 2 ms да се смањи за 20 dB. 
Много компресора има подесиво време реакције и отпуштања. Неки, ипак, имају интервале реакције и отпуштања одређене према својој електронској шеми и не могу бити контролисани од стране корисника. Понекад су интервали аутоматски или програмски дефинисани, што значи да се интервали могу мењати зависно од улазног сигнала. Гласноћа излазног сигнала се мења и директно зависи од компресора, па из тог разлога компресор може мењати карактер аудио записа од суптилне до драстичне, врло чујне промене у излазном сигналу, зависно од подешавања.

### Мека и тврда колена (Soft and hard knees)
Још једна од контрола рада коју компресор може имати је тврдо/меко колено. Ова контрола одређује нагиб криве која говори како ће компресор реаговати када је сигнал мало испод или изнад прага, односно да ли ће та промена бити нагла (тврдо колено - hard knee) или постепена (меко колено - soft knee). Меко колено постепено повећава однос компресије како ниво сигнала расте и на крају достигне однос који је корисник задао. Меко колено смањује чујне промене између компримованог и некомпримованог сигнала, највише за више односе компресије где би подешавање тврдог колена било приметније. 

### Вршна вредност и квадратна средина
Компресор који има сензор за највећу вршну вредност (пикове) реагује на тренутне промене нивоа сигнала. Њиме се боље контролишу пикови, али то може резултовати у јако брзим променама у излазном нивоу, осетнијим дејством компресије и понекад дисторзијом. Неки компресори могу да имају сензор за просечну вредност сигнала (најчешће квадратна средина, или RMS) на улазу пре детекције нивоа са прагом. Овим путем се постиже блажа компресија која је ближе повезана са људском перцепцијом гласноће. 

### Стерео веза
Компресор који је у режиму стерео везе (stereo linking) примењује исту количину компресије на леви и десни канал. Овај режим се користи да би се спречило померање стерео слике које се може десити ако је сваки канал компресован појединачно. Постаје приметно када гласни елемент који се у стерео слици налази на ивици стерео слике (само на једном каналу) подигне ниво сигнала на том каналу, што доводи до веће компресије тог канала, чиме се мења стерео слика аудио записа.
Стерео веза се може остварити на два начина. У првом компресор сабира леви и десни канал у моно канал за детекцију на улазу, и користећи команде само за један канал контролишемо рад компресора за оба, а у другом начину компресор одвојено рачуна ниво за који сигнал треба бити смањен за оба канала, а на оба канала примењује исту количину компресије која је у том тренутку већа зависно од детекције два улазна канала. 

### Излазни ниво (Makeup Gain)
Компресор смањује ниво сигнала, али зато имамо могућност да тај ниво надокнадимо фиксним појачавањем излазног нивоа из компресора, чиме не губимо перципирану гласноћу сигнала. 

### Предетекција (Look-ahead)
Ова функција је направлјена да се превазиђу проблеми око компромиса између спорог времена реакције који прави природнију, глаткију компресију, а брзо време реакције које може да савлада нагле пикове. Предетекција не може заиста да предвиди ниво сигнала који још није дошао до компресора, већ на улазу се канал дели, и једна страна се помера у времену (закасни, дилеј). Страна која није закашњена служи за детекцију компресије која се врши на закашњеном каналу, који иде на излаз из компресора. На овај начин постиже се природнија и глађа компресија са споријим временом реакције и задржава се могућности да "ухвати" пикове. Цена која се плаћа за ово решење је благо кашњење сигнала. 

## Лимитовање
Компресија и лимитовање су идентични процеси, али са различитим односом компресије. Лимитер је компресор са великим односом компресије и, углавном, брзим временом реакције. Компресија са одном 10:1 или већим се углавном сматра лимитовањем. 
Тврдо лимитовање (hard limiting/brick wall limiting) има велики однос компресије са веома брзим временом реакције. У идеалном случају, он обезбеђује да амплитуда аудио сигнала никада не пређе задати праг. Односи компресије од 20:1 све до ∞:1 се сматрају тврдим лимитовањем. Сонични резултати тврдог лимитовања због изобличења могу да звуче грубо и непријатно, тако да се тврди лимитери више користе као сигурносне мере у разгласним системима и за емитовања на радију и телевизији. 
Нека бас појачала и разгласни системи имају лимитере који спречавају нагле скокове у интензитету сигнала (скокове највећих вршних вредности - пикова) како би спречили дисторзију и/или оштећење звучника. Неки модерни електронски апарати имају лимитере у себи. Сони користи свој систем аутоматског лимитовања гласноће на неким производима за репродукцију звука, али и Плејстејшн Портабл.

## Спољна веза (Side-chain)
Компресор који има спољну везу (сајдчејн) контролише ниво главног сигнала на излазу детектујући ниво на улазу спољног сигнала. Компресор једнако утиче на оба канала само детектујући један спољни канал. Спољна веза се често користи од стране диск џокеја за дакинг - аутоматско спуштање нивоа музике када се прича на микрофон. Сигнал из ДиЏејевог микрофона је повезан на спољну везу од компресора, тако да сваки пут кад ДиЏеј нешто каже на микрофон, компресор смањује ниво музике. Коришћење спољне везе са еквилизацијом се може користити за снижавање нивоа сигнала који имају изражен спектрални садржај у неком фреквентном опсегу. Може се користити као де-есер (енг: deesser), смањујући нивое сибиланата на вокалу, у опсегу 6 - 9 kHz. Де-есер помаже при смањивању високих фреквенција који бивају пренаглашени или дисторзирани на неким медијима попут FM радија или винила. Још једна од примена компресије са спољном везом је у музичкој продукцији, када желимо да задржимо гласан канал бас гитаре без ризика да јаки пикови од бас бубња могу да доведу до клиповања на мастер каналу или губитка хедрума (енг. headroom).

## Софтвери за репродукцију звука
Неки софтверски за репродукцију звука подржавају плагинове који примењују компресију. Они могу да повећају перцепирану гласноћу аудио запис, или да смање разлику у записима са великим динамичким опсегом (попут класичне музике, или плејлисте са више различитих типова музике). Тиме се повећава слушљивост аудио записа када се препродукују кроз звучнике лошијег квалитета, или када се пушта у гласнијем окружењу (нпр. у аутомобилу или на журци).